# 小市镇 (怀宁县)
小市镇，是中华人民共和国安徽省安庆市怀宁县下辖的一个乡镇级行政单位。

## 行政区划
小市镇下辖以下地区：
平坦社区、四联村、毛庵村、受泉村、禅师村、求雨村、良湖村和杨旗村。